# St-Fiacre (Treffiagat)

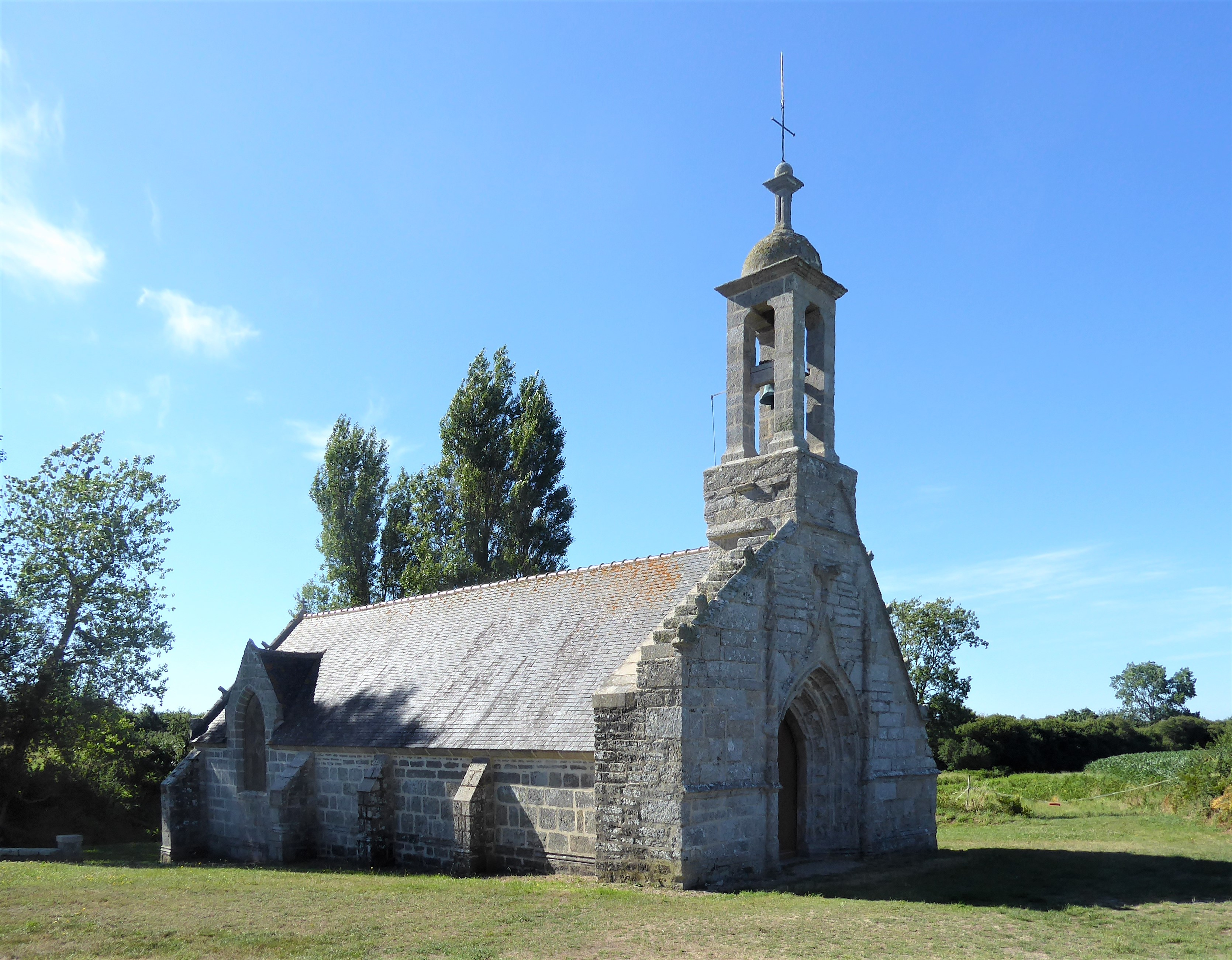
St-Fiacre

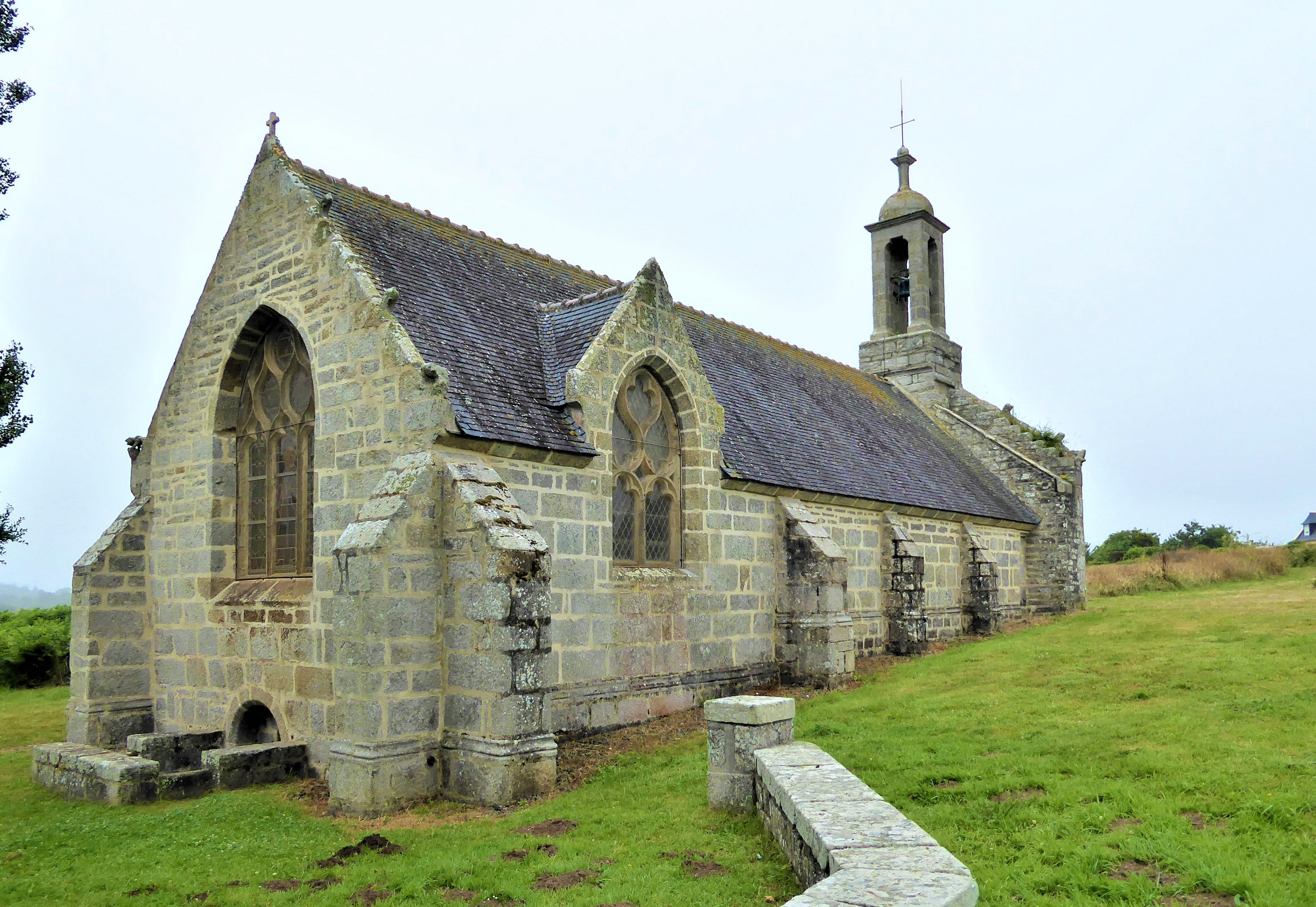
Blick Richtung Chor

St-Fiacre ist eine römisch-katholische Kapelle in Treffiagat (Département Finistère). Die spätgotische Kapelle befindet sich östlich des Ortes frei auf einem Feld.

## Geschichte
Die Kapelle ist dem Patrozinium des heiligen Fiacrius, dem Schutzpatron der Gärtner, zugeordnet. Jährlich wird in Treffiagat am 30. August das Hochfest des Heiligen begangen.
Die Kapelle wurde um 1500 im Stil der Flamboyantgotik auf rechteckigem Grundriss errichtet. Der schlichte Bau wird charakterisiert durch ein feingearbeitetes gotisches Portal im Westen sowie durch ein großes Maßwerkfenster im Osten hinter dem Altar. Überwölbt wird der Innenraum durch eine hölzerne Spitztonne. Im Jahr 1852 fand eine grundlegende Renovierung statt.